# ديفيد رانغيل
ديفيد رانغيل (بالإسبانية: David Rangel) هو لاعب كرة قدم مكسيكي في مركز الوسط، ولد في 12 نوفمبر 1969 في مدينة سان لويس بوتوسي في المكسيك. شارك مع منتخب المكسيك تحت 23 سنة لكرة القدم ومنتخب المكسيك لكرة القدم. أما مع النوادي، فقد لعب مع أتلانتي إف سي وكروز آزول ونادي تشياباس ونادي تولوكا.

## وصلات خارجية
- ديفيد رانغيل على موقع الاتحاد الدولي (مؤرشف)  (الإنجليزية)
- ديفيد رانغيل على موقع قاعدة بيانات كرة القدم.إي يو (الإنجليزية)
- ديفيد رانغيل على موقع ناشيونال فوتبول تيمز (الإنجليزية)
- ديفيد رانغيل على موقع Soccerway.com (الإنجليزية)
- ديفيد رانغيل على موقع أوليمبيديا (الإنجليزية)